# Spironoura
Spironoura ist eine Gattung der Spulwürmer mit unsicherem Status. In den CHI-Bestimmungsbüchern wird sie von Alain Chabaud aufgrund der unvollständigen Erstbeschreibung als Synonym für Falcaustra angesehen. Die World Database of Nematodes weist sie als ‚unsicher‘ (uncertain) aus, das Interim Register of Marine and Nonmarine Genera und die Systematik von Hodda (2022) dagegen als ‚akzeptiert‘.

## Merkmale nach der Erstbeschreibung
Es handelt sich um Spulwürmer mit zylindrischen Körper und sich verjüngenden Enden. Der Mund ist rund und die Lippen mit Papillen besetzt. Das Hinterende der Männchen ist spiralig gewunden, mit Papillen besetzt und spitz. Die beiden Spicula sind ähnlich. Der Genitalapparat der Weibchen liegt in der hinteren Körperhälfte.

## Systematik
Das Interim Register of Marine and Nonmarine Genera weist folgende Arten aus:
- Spironoura affinis Leidy, 1856
- Spironoura andrias He, Liu & Ma, 1992
- Spironoura armenica Massino, 1924
- Spironoura babei Ha Ky, 1971
- Spironoura chauhani Soota, 1975
- Spironoura chelydrae Harwood, 1932
- Spironoura chengguensis He, Liu & Ma, 1992
- Spironoura concinnae Mackin, 1936
- Spironoura cryptobranchi Walton, 1930
- Spironoura fopingensis He, Liu & Ma, 1992
- Spironoura fordoniae Jones, 1978
- Spironoura geoclemydis Wang, 1979
- Spironoura golvani Chabaud & Brygoo, 1957
- Spironoura govacus Ikramov & Azimov, 2003
- Spironoura gracile Leidy, 1856
- Spironoura guiersi Vassiliades, 1973
- Spironoura hexapapillata Khalil, 1970
- Spironoura hylae Reiber & Parker, 1940
- Spironoura japonensis Yamaguti, 1935
- Spironoura kaverii Karve & Naik, 1951
- Spironoura khalili Arya, 1993
- Spironoura lambdiensis Seurat, 1918
- Spironoura leptocephala Baylis & Daubney, 1922
- Spironoura longispiculata Walton, 1927
- Spironoura mirandafroesi Fortes, 1981
- Spironoura pectinospiculata Koo, 1939
- Spironoura petrei Khalil, 1970
- Spironoura piscicola Linstow, 1907
- Spironoura putianensis Wang, 1981
- Spironoura roberti Chou & Lowe, 1984
- Spironoura straeleni Campana-Rouget, 1961
- Spironoura tchadi Vassiliades & Troncy, 1973
- Spironoura therezieni Petter, 1979
- Spironoura verbekei Campana-Rouget, 1961
- Spironoura wuyiensis Wang, 1981

Synonym für die Gattung ist Spirura Diesing, 1861.